# Sp II Prode
Sp II Prode is een bestuurslaag in het regentschap Sumbawa van de provincie West-Nusa Tenggara, Indonesië. Sp II Prode telt 816 inwoners (volkstelling 2010).